# Walid Dżumblatt
Walid Dżumblatt, także Walid Dżunbulat (ur. 7 sierpnia 1949 w Muchtarze) – polityk libański, przywódca Socjalistycznej Partii Postępu, syn Kamala Dżumblatta z druzyjskiego rodu Dżumblattów. W okresie libańskiej wojny domowej dowodził druzyjskimi milicjami, walczącymi z prawicowymi Siłami Libańskimi. Od 1991 roku regularnie wybierany do Zgromadzenia Narodowego z okręgu Szuf. W latach 2005–2009 był jednym z przywódców Sojuszu 14 Marca. Obecnie lider niezależnego bloku parlamentarnego Zgromadzenie Demokratyczne.
Zobacz też:
- Wojna w Górach Szuf
- Cedrowa rewolucja